# Montano Lucino
Montano Lucino – miejscowość i gmina we Włoszech, w regionie Lombardia, w prowincji Como.
Według danych na rok 2004 gminę zamieszkiwały 4294 osoby, 858,8 os./km².